# Festivalul Tribeca

Emblema Festivalului Internaţional de Film de la Tribeca

Festivalul internațional de film Tribeca este un festival cinematografic fondat în 2002 de Jane Rosenthal, Robert De Niro și Craig Hatkoff, care se desfășoară în fiecare an la New York. Este organizat de Tribeca Productions.

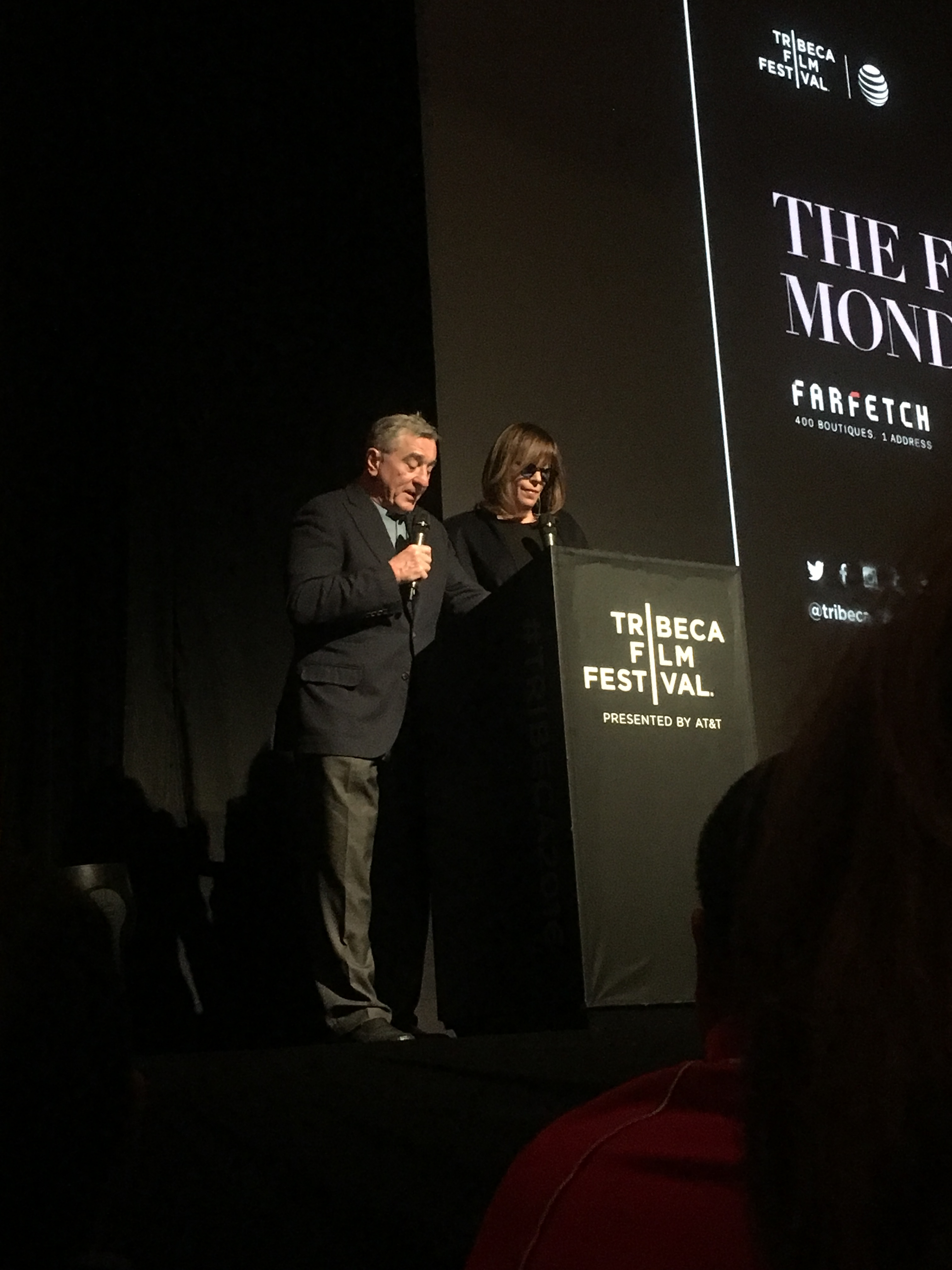
Fondatorii festivalului Jane Rosenthal și Robert De Niro

În fiecare an, festivalul găzduiește peste 600 de proiecții cu aproximativ 150.000 de participanți și premiază artiști independenți în 23 de categorii competitive jurizate.